# Pulau Panjang (Banten)
Pulau Panjang is een Indonesisch eiland voor de kust van Serang, Banten.